# Greguería

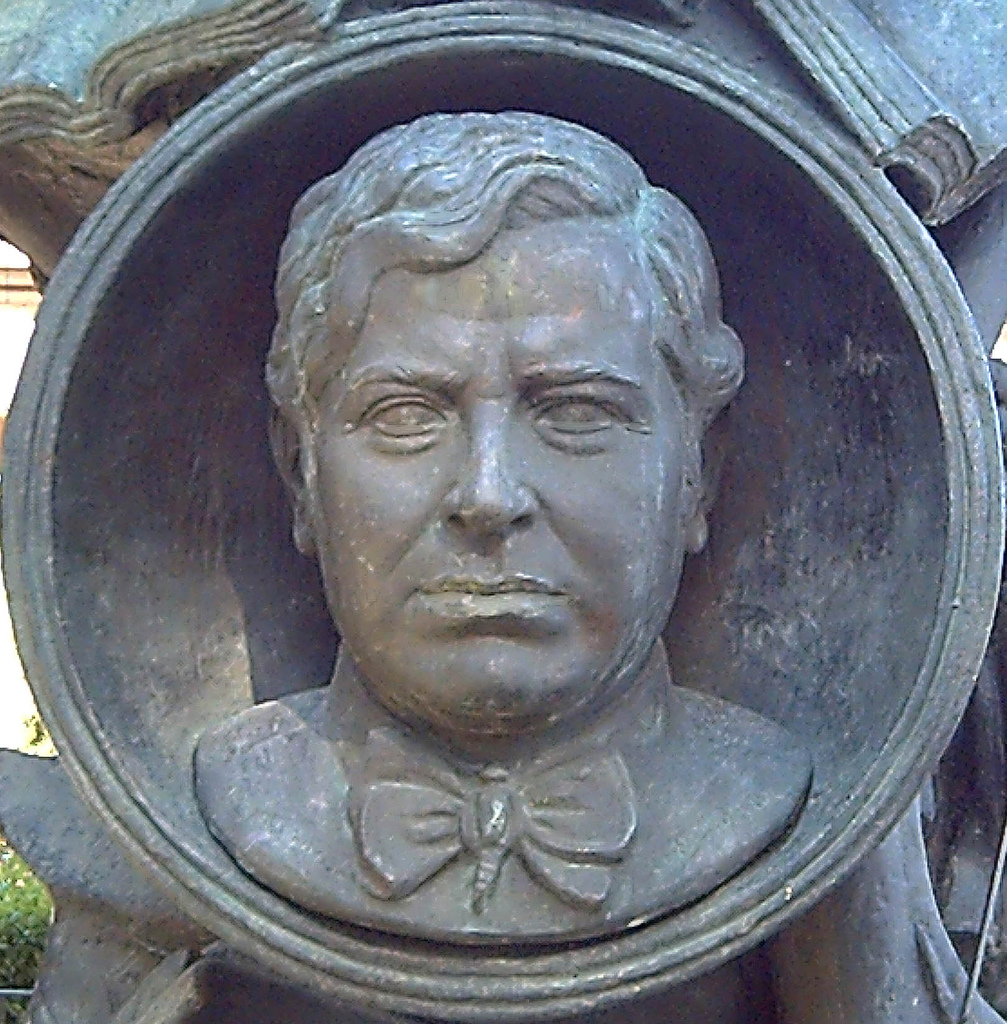
Monumento a Ramón Gómez de la Serna, autor de las greguerías, en Madrid.

Las greguerías son enunciados breves semejantes a aforismos, que generalmente constan de una sola oración expresada en dos o más líneas, y que expresan, de forma aguda y original, pensamientos filosóficos, humorísticos, pragmáticos, líricos, o de cualquier otra índole. Se considera un género creado por Ramón Gómez de la Serna, que las definió con esta sencilla fórmula: {\displaystyle humorismo+met{\acute {a}}fora\longmapsto greguer{\acute {\iota }}a} presentándolas como una sentencia ingeniosa y en general breve que surge de un choque casual entre el pensamiento y la realidad.

## Antecedentes
El propio Gómez de la Serna, en su prólogo a Total de greguerías (1962), citaba como antecedentes/antecesores de la greguería a autores como Luciano de Samosata, Horacio, Shakespeare, Lope de Vega, Quevedo, Jules Renard, Saint-Pol-Roux o George Santayana, entre otros.
La imagen en que se basa la greguería puede surgir de forma espontánea, pero su formulación lingüística es muy elaborada, pues ha de recoger sintética, ingeniosa y humorísticamente la idea que se quiere transmitir. Esa chispa o efecto sorpresa puede obtenerse con diversos recursos, por ejemplo
1. La asociación visual de dos imágenes: «La luna es el ojo de buey del barco de la noche».
2. La inversión de una relación lógica: «El polvo está lleno de viejos y olvidados estornudos».
3. La asociación libre de conceptos ligados: «El par de huevos que nos tomamos parece que son gemelos, y no son ni primos terceros».
4. La asociación libre de conceptos contrapuestos: «Lo más importante de la vida es no haber muerto».

Gómez de la Serna dedicó buena parte de su vida a la difusión de la greguería como género literario, que cultivaba de forma asidua en secciones fijas de los periódicos, y del que publicó sucesivas ediciones, entre las más importantes: Greguerías (1917), Flor de greguerías (1933), Total de greguerías (1955). Por otra parte, su discípulo Álvaro de Albornoz Salas cultivó también el género en sus Revoleras y Nuevas revoleras.

## También
- Aforismo
- Apotegma
- Cadáver exquisito
- Haiku
- Micrograma